# Протестантизм в Бангладеш

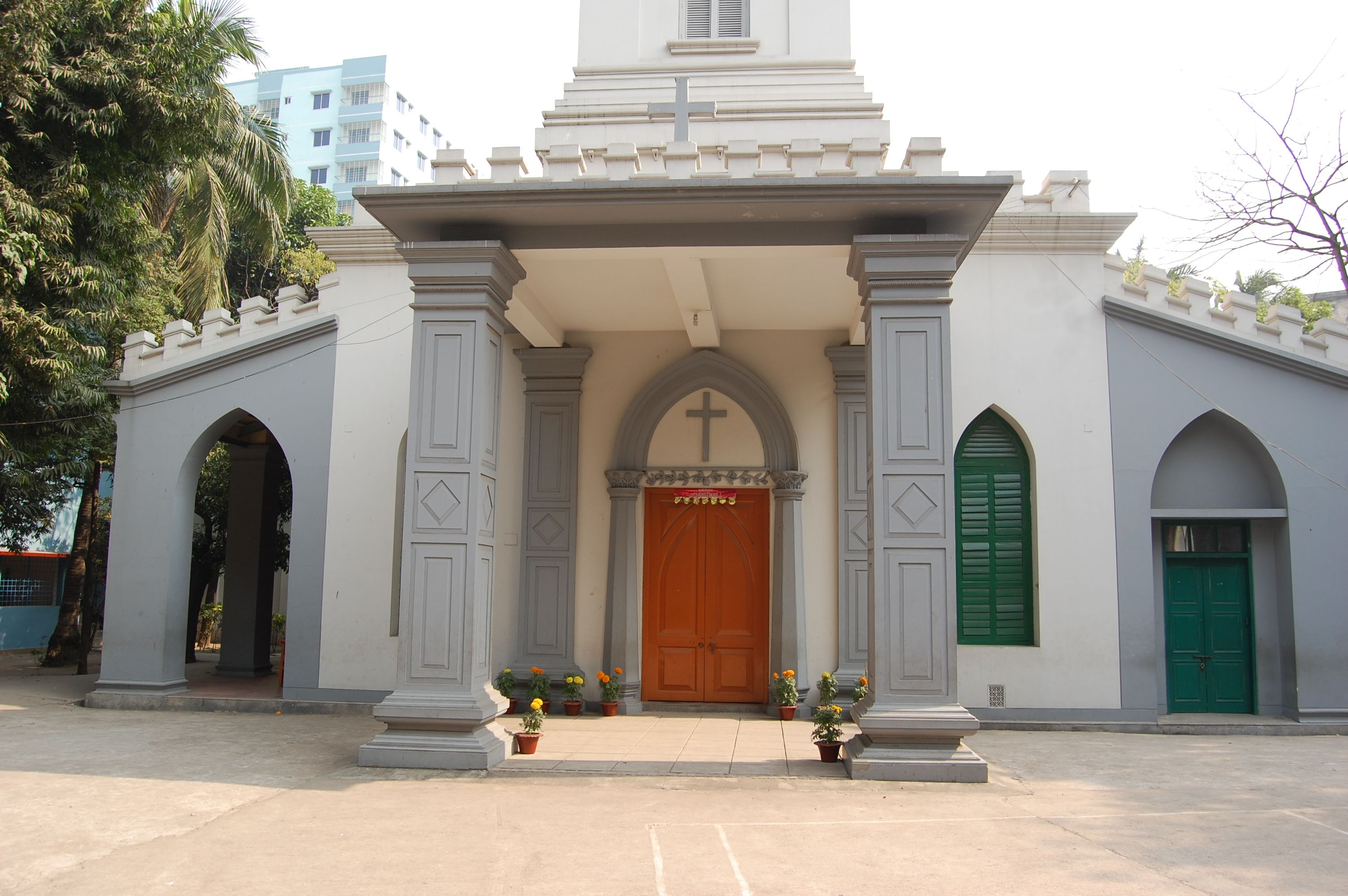
Англиканский храм в Бангладеш

Протестантизм в Бангладеш — крупнейшее направление христианства в стране. По данным энциклопедии «Религии мира» Дж. Г. Мелтона в 2000 году в Бангладеш насчитывалось 160 000 традиционных протестантов и ещё 536 000 верующих независимых христианских движений протестантского толка. При этом, протестанты представляют самую быстрорастущую религиозную группу в стране; по данным того же источника к 2025 году в Бангладеш будет 1,2 млн протестантов.

## Исторический обзор

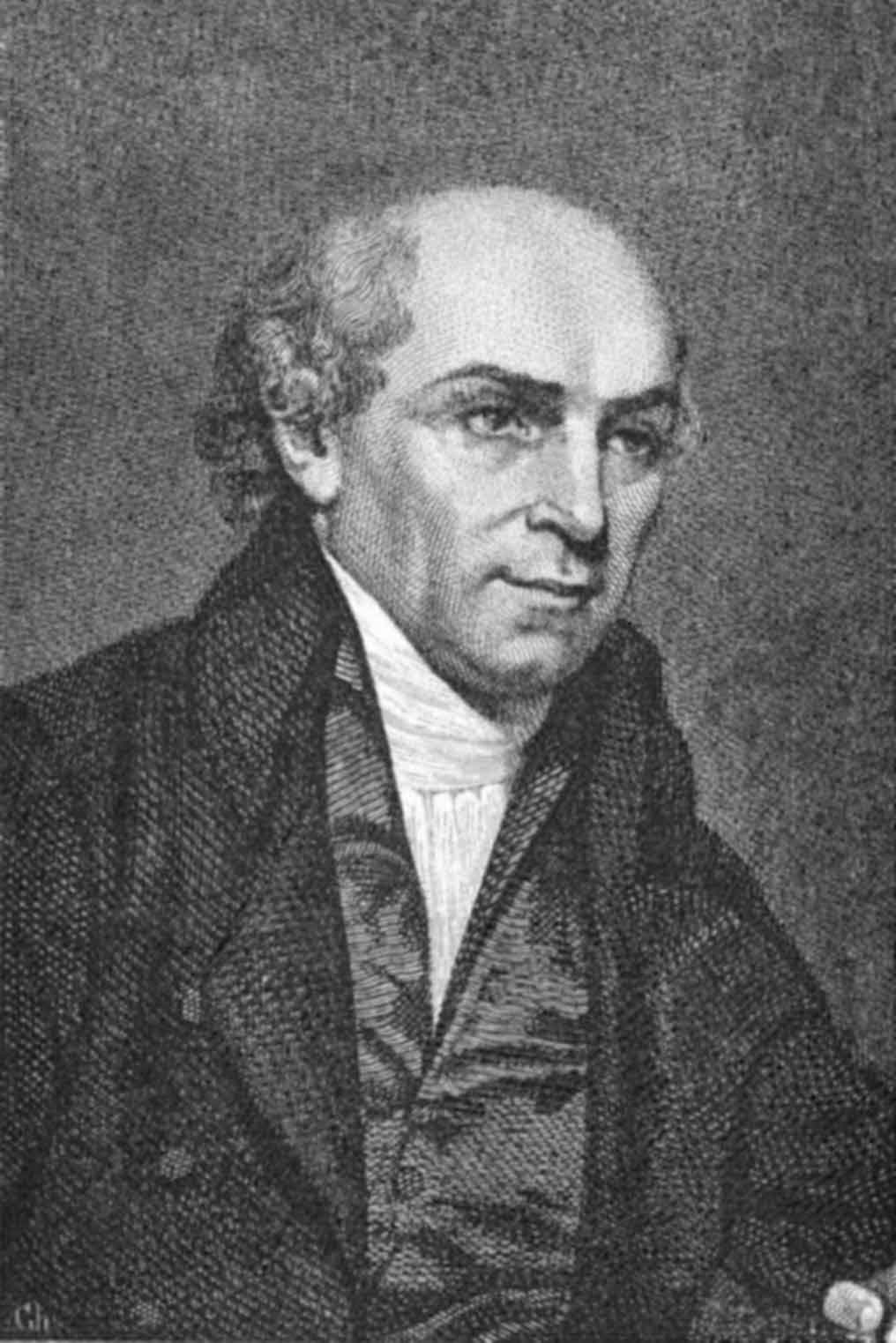
Уильям Кэри — первый протестантский миссионер в Бангладеш

Первыми христианами на территории Бангладеш были католики-португальцы, обосновавшиеся в районе Читтагонга в XVI веке. Начало протестантской миссии в Бангладеш связано с именем миссионера Баптистского миссионерского общества Уильяма Кэри (1761—1834). В 1795 году Кэри достиг территории Динаджпура в Восточной Бенгалии. В 1816 году была основана баптистская церковь в Дакке, современной столице Бангладеш. Массовые обращения в христианство происходили в Маймансингхе среди народов, исповедующих местные традиционные верования. Кэри также перевёл Библию на бенгальский язык. Результатом его миссионерской работы стало образование Баптистского Союза Бангладеш. Баптистская проповедь усилилась благодаря поддержке единоверцев из Австралии, Новой Зеландии и США. В результате деятельности миссионеров Южной баптистской конвенции в 1880 году появилось Баптистское братство Бангладеш. Отдельная группа австралийских баптистов стояла у истоков Баптистского союза гаро.
С 1817 года в Бангладеш действует пресвитерианская миссия, посланная Церковью Шотландии. Лютеранские миссионеры из Норвегии прибыли в Бангладеш к концу XIX века. Позже их миссия была усилена помощью лютеранских церквей Дании и США. Англиканская церковь появилась в Индостане в XVII веке, однако она обслуживала европейцев из Ост-Индской компании. Лишь в 1895 году англиканская миссия приступила к религиозной проповеди среди коренного населения Дакки.
В 1906 году в Бангладеш прибыли миссионеры церкви Адвентистов седьмого дня. С 1920-х годов в стране служат сотрудники Пятидесятнической миссии из Индии. Пионер Ассамблей Бога Абдул Вадуд Мунши начал первую церковь в 1936 году.
В 1924 году англикане, пресвитериане и конгрегационалисты присоединились к Объединённой церкви северной Индии. Дальнейший объединительный процесс закончился созданием в 1974 году Церкви Бангладеш, включившей в себя также ряд баптистских и методистских общин.
В 1970 году, для борьбы с последствиями разрушительного наводнения, в страну прибыли добровольцы Армии Спасения.
В 1989 году в Бангладеш была образована пятидесятническая церковь «Талифа куми», в течение короткого времени ставшая крупнейшей протестантской церковью страны.

## Современное состояние
В современном Бангладеш действует 35 самостоятельных протестантских союзов и объединений.
Баптизм исповедует свыше 100 тыс. жителей страны (вместе с детьми). Братство бангладешских баптистских церквей объединяет 474 общины и почти 27 тыс. взрослых крещённых членов церкви. Старейший Баптистский союз Бангладеш (Bangladesh Baptist Sangha) состоит из 346 общин с 16,5 тыс. крещёнными членами. Баптисткая конвенция гаро включает 154 церкви и свыше 12 тыс. членов. Все три вышеперечисленных баптистских братства входят во Всемирный баптистский альянс. Ряд баптистских союзов не входят в альянс. Это Свободные баптисты (169 общин, 16 тыс. членов), Бангладешская ассоциация баптистских церквей (15 общин, 1,2 тыс. членов) и Бангладешская племенная ассоциация баптистских церквей (190 общин, 16 тыс. членов).
Численность прихожан 43 общин Церкви Бангладеш оценивается в 15,6 тыс.

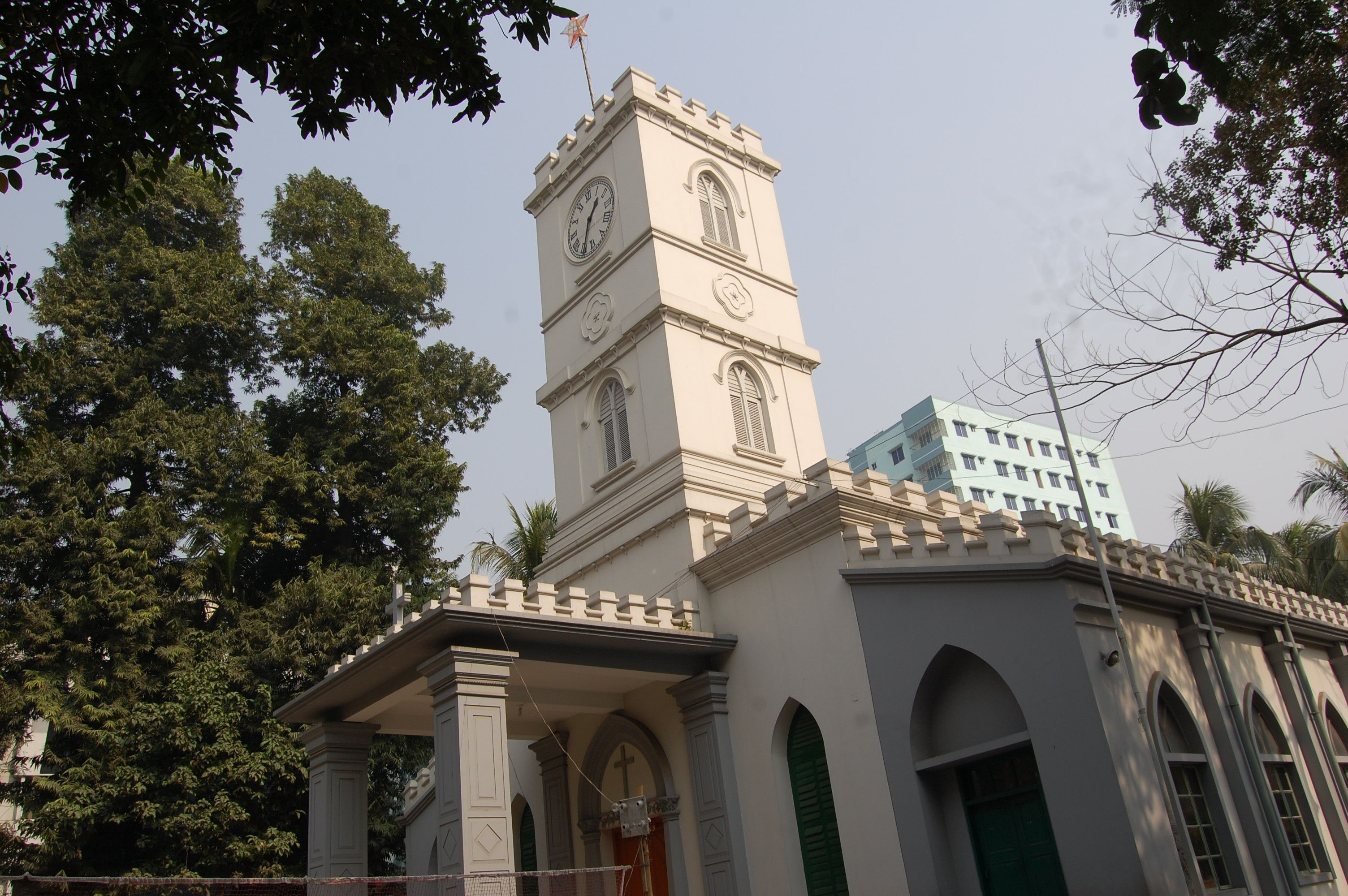
Кафедральный собор Церкви Бангладеш в Дакке

Лютеране Бангладеш объединены в два союза — Лютеранскую церковь Бангладеш (4,8 тыс. верующих) и Северную евангелическую лютеранскую церковь (10 тыс. верующих). Обе церкви являются членами Всемирной лютеранской федерации.
Методистская церковь Бангладеш объединяет 47,7 тыс. верующих. Церковь назарян насчитывает в своих рядах свыше 10 тыс. членов. Пресвитериане, не вошедшие в Церковь Бангладеш, объединены в 98 общин с 7 тыс. прихожанами.
В стране действуют 113 церквей адвентистов седьмого дня, объединяющие свыше 29 тыс. верующих. Новоапостольская церковь открыла в Бангладеш 50 религиозных центров, которых посещают 20 тыс. верующих. Служение квакеров, меннонитов и Армии Спасения не получило широкого успеха.
В Бангладеш действует ряд местных союзов евангельских христиан, не имеющих связей с зарубежными деноминациями. Самыми крупными из них являются Евангельская христианская церковь (50 конгрегаций и 16 тыс. верующих) и Братство «Все едины во Христе» (138 общин и 27,5 тыс. верующих).
Самой быстрорастущей конфессией страны являются пятидесятники. В течение короткого времени Пятидесятнические ассамблеи Бангладеш (движение «Талифа Куми»), появившиеся в 1989 году, стали крупнейшей деноминацией. В настоящее время в «Талифа-Куми» входит 1956 церквей и 122 тыс. человек. Лишь за 2012 год движение увеличилось на 353 церкви, ежедневно открывая новую церковь. Ассамблеи Бога объединяют в Бангладеш 400 церквей. Помимо упомянутых в стране действует Вефильские ассамблеи Бога, Церковь Полного Евангелия, Церковь четырёхстороннего Евангелия, Истинная церковь Иисуса, Объединённая пятидесятническая церковь Бангладеш (филиал Объединённой пятидесятнической церкви), Церковь Бога (с 2003 года), Братство Христа (филиал Индийской пятидесятнической церкви Бога), Искупленная христианская церковь Божья, движение не-деноминационных домашних церквей и другие пятидесятнические группы.
Бангладеш является родиной одного из самых интересных христианских движений в мире — мессианских мусульман. Подобно мессианским евреям, мессианские мусульмане признают Иисуса Христа своим личным Спасителем и Богом, при этом не порывают с мусульманской культурой. Поклонение мессианских мусульман стилизовано под богослужение в мечети. Численность движения оценивается в 100 тыс. человек. Некоторые западные миссионеры предлагают использовать движение мессианских мусульман для христианизации исламского мира.
Протестанты в Бангладеш занимаются широкой социальной и общественной деятельностью. При многих протестантских поместных церквах открыты общеобразовательные начальные и средние школы, больницы и медицинские кабинеты, приюты и социальные столовые.
Две протестантские организации — Церковь Бангладеш и Баптистский союз Бангладеш входят во Всемирный совет церквей. На местном уровне протестанты Бангладеш объединены в Национальный совет церквей. Консервативные евангельские церкви страны (19 деноминаций) входят в Национальное христианское братство, связанное с Всемирным евангельским альянсом.